# Jimmy O'Kelly
Jimmy O'Kelly (état-civil inconnu) est un acteur belge du cinéma muet des années 1920.

## Biographie
En dehors des rôles qu'il a interprété dans une dizaine de films tournés entre 1920 et 1925, on ne sait pratiquement rien sur Jimmy O'Kelly pas même s'il s'agit de son véritable nom. L' Annuaire général de la cinématographie pour 1927 nous apprends seulement qu'il demeurait à l'époque au 24, rue de Moscou à Bruxelles.

## Filmographie
- 1920 : Belgique (België) de Paul Flon[3]
- 1921 : Un drame à la ferme (Een drama op de hoeve) de Théo Bergerat
- 1921 : Le Juge (De rechter) de Théo Bergerat
- 1921 : La Dentellière de Bruges (De kantwerkster van Brugge) d'Armand Du Plessy
- 1921 : Âme belge (Belgische zielen) d'Armand Du Plessy : Pierre Magnier
- 1922 : Sang belge / La Revanche belge (Belgische wraak) de Théo Bergerat : Paul Forgeois
- 1922 : Le Mouton noir (Het swart schaap) de Roger de Châteleux : Henri Bartelens
- 1924 : Violettes impériales, d'Henry Roussel : Juan
- 1924 : L'Œuvre immortelle (Wat eewig blijft) de Julien Duvivier : Stéphane Manin[4]
- 1924 : David de Harry Southwell : Uriah
- 1925 : La Forêt qui tue (Het dodelijke woud) de René Le Somptier  : le comte de Rohan